# Hrîhorivka, Barîșivka
Hrîhorivka (în ucraineană Григорівка) este un sat în comuna Iabluneve din raionul Barîșivka, regiunea Kiev, Ucraina.

## Demografie
Componența lingvistică a localității Hrîhorivka
     Ucraineană (97,21%)
     Rusă (2,15%)
Conform recensământului din 2001, majoritatea populației localității Hrîhorivka era vorbitoare de ucraineană (97,21%), existând în minoritate și vorbitori de rusă (2,15%).